# برايان نوبل (لاعب دوري الرغبي)
برايان نوبل (بالإنجليزية: Brian Noble)‏ هو لاعب دوري الرغبي أسترالي، ولد في 14 فبراير 1961 في برادفورد في المملكة المتحدة.